# Franck Durix
Cet article possède un paronyme, voir Duris.
Franck Durix est un footballeur français né le 20 octobre 1965 à Belleville (Rhône). Il évoluait au poste de milieu de terrain.

## Biographie

### Carrière professionnelle
Originaire de la banlieue lyonnaise, Franck Durix débute dans le football professionnel avec l'Olympique lyonnais, à l'époque en deuxième division, au cours de la saison 1984-1985. 
Il rejoint l'AS Cannes en 1988. Il participe aux grandes heures du club azuréen, avec notamment une participation à la Coupe de l'UEFA 1991-1992. 
Le 10 février 1991, lors d'un match de championnat contre le FC Nantes, il est passeur décisif pour son jeune coéquipier Zinédine Zidane, qui marque alors son premier but dans l'élite du football français. 
Il est appelé une fois en équipe de France, en octobre 1994, par Aimé Jacquet, pour un match contre la Roumanie. Mais il ne foule jamais une pelouse sous la tunique bleue.
Peu après, il rejoint le club japonais de Nagoya Grampus, à la demande d'Arsène Wenger qui vient d'être nommé entraîneur de ce club. Il quitte le Japon au bout de quelques mois, pour des raisons familiales, mais il déclare encore aujourd'hui avoir été marqué par cette expérience.
Par la suite, il évolue avec le Servette Genève, avec lequel il remporte le championnat de Suisse en 1999, puis avec le FC Sochaux, avec lequel il remporte le championnat de France de D2 en 2001.

### Reconversion
À l'issue de sa carrière, il travaille durant plusieurs années comme gérant d’un magasin de chaussure haut de gammes avec son épouse à Grasse. Puis il a été propriétaire d’un restaurant dans cette même ville. 
En octobre 2015, il devient directeur de l'académie de Jean-Marc Guillou qui vient d'ouvrir à Hô Chi Minh-Ville,.

### Vie personnelle
Son frère David, lui aussi footballeur, joue à la JGA Nevers et au FC Villefranche-Beaujolais.

## Palmarès
- Champion de France de D2 en 2001 avec Sochaux.
- Champion de Suisse en 1999 avec le Servette FC.
- Vainqueur de la Coupe du Japon en 1995
- 499 matchs pour 81 buts en championnat (sans compter les compétitions amateures).